# Вільявісенсіо-де-лос-Кабальєрос
Вільявісенсіо-де-лос-Кабальєрос (ісп. Villavicencio de los Caballeros) — муніципалітет в Іспанії, у складі автономної спільноти Кастилія-і-Леон, у провінції Вальядолід. Населення — 255 осіб (2010).
Муніципалітет розташований на відстані близько 220 км на північний захід від Мадрида, 60 км на північний захід від Вальядоліда.

## Демографія
Динаміка населення (INE ):